# Proposta de invasão da Venezuela pelos Estados Unidos

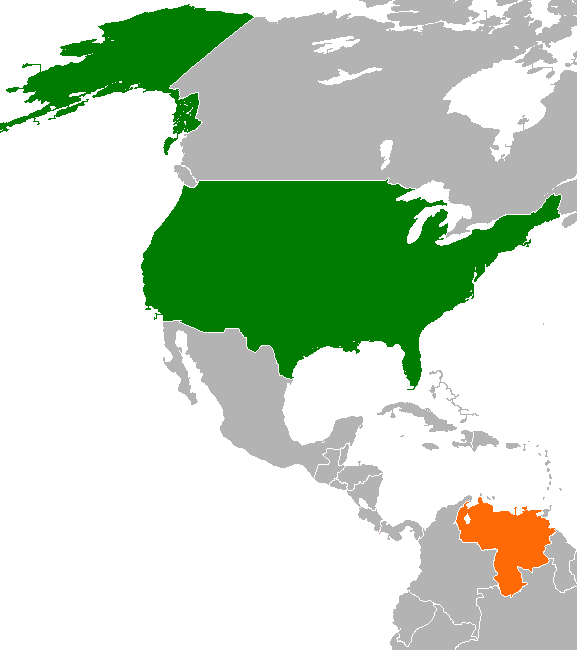
Durante a administração Donald Trump manejou-se a possibilidade de invadir Venezuela.

A proposta de invasão estadunidense de Venezuela foi um plano conceituado pelo presidente estadunidense Donald Trump durante seu governo.

## História
No marco da crise em Venezuela, uma intevervención foi proposta em 2017 aos assessores de Donald Trump, entre eles, Secretário de Estado de EE.UU., Rex Tillerson e o assessor em segurança nacional, H. R. McMaster (quem deixaram a administração Trump a partir desse momento) e depois a vários presidentes de países latinoamericanos, entre esses, a Juan Manuel Santos. Em ambas ocasiões todos os presentes lhe pediram ao presidente Trump que não procedesse com dito plano. Durante a crise presidencial de Venezuela voltou-se a baralhar a possibilidade de intevernir em Venezuela, a subsecretaria de Estado para Assuntos do Hemisfério Ocidental, Kimberly Breier declarou que:
«ainda que nossa política baseia-se numa transição pacífica, temos deixado muito claro que todas as opções estão sobre a mesa».
Em maio de 2020, Trump disse numa conversa com a corrente televisiva Fox News que «se alguma vez fizéssemos algo com Venezuela», nesse caso «chamar-se-ia invasão», explicando: «se quisesse entrar em Venezuela não mantê-lo-ia em segredo, e não mandaria a um grupo pequeno, falaríamos de um Exército». Em junho de 2020 John Bolton, assessor de Segurança nacional nesse então, publicou num livro que Donald Trump disse que invadir Venezuela seria «genial» porque «em realidade é parte de Estados Unidos».
Em maio de 2023 Gustavo Petro, presidente de Colômbia, declarou que Donald Trump lhe tinha feito uma proposta ao então presidente Iván Duque para invadir Venezuela através de Colômbia, mas que seus assessores o tinham freado. Em junho de 2023, Trump declarou em uma entrevista coletiva na Carolina do Norte: 
Quando saí, a Venezuela estava prestes a entrar em colapso. Teríamos apreendido, teríamos ficado com todo aquele petróleo.— Donald Trump

## Veja-se também
- Presidência de Donald Trump
- Relações entre Estados Unidos e Venezuela
- Invasão estadunidense de Panamá